# Az Ethiopian Airlines 702-es járatának eltérítése
Az Ethiopian Airlines 702-es járata egy 2014. február 17-én Addisz-Abebából a Bole repültérről Rómán keresztül Milánó Malpensai repülőterére közlekedő menetrend szerinti járat volt.  Az  Ethiopian Airlines egy Boeing 767-300ER-es repülőgépét eltérítette a meg nem nevezett másodpilóta, és a géppel a Genfi repülőtéren szállt le. Mind a 202 utas és a személyzet is sérülések nélkül vészelte át a helyzetet.

## Az eltérítés
A 702-es járat 2014. február 17-én kelet-afrikai idő szerint (UTC+3) 00:30-kor szállt fel Addisz-Abeba repülőteréről. A gép transzpondere, miközben Szudán északi része fölött repültek, elkezdte kiadni a légi eltérítés 7500-as kódját. Mikor a pilóta elhagyta a fülkét, hogy pihenjen egyet, a másodpilóta bezárta a pihenőszoba ajtaját, és tovább folytatta az utat. A menetrend alapján közép-európai idő szerint 04:40-kor kellett volna a gépnek megérkeznie Rómába, hogy onnan továbbrepüljön majd Milánóba. Ehelyett a gép Svájcba, Genfbe repült, ahol a 702-es gép másodpilótája több kört is leírt a levegőben, mielőtt beszélni tudott a Genfi nemzetközi repülőtér légi irányításával. Politikai menedékjogot követelt magának, és azt, hogy ne adják ki Etiópiának.
Mikor helyi idő szerint 06:20-kor földet ért a gép, mindössze 10 percre elegendő üzemanyag volt benne, és az egyik motor kiégett. A másodpilóta egy kötélen ereszkedett le a pilótafülkéből, a földön pedig egyenesen a rendőrökhöz ment, ahol beismerte, hogy ő térítette el a repülőgépet. Ezután került sor a letartóztatására. A földet érés után azonnal lezárták a repteret. Az utasok és a legénység közül sem sérült meg senki sem.
A repülőgépet Franciaország felett a Francia Légierő egyik Mirage-a, Olaszország felett pedig az Olasz Légierő Eurofightere kísérte. A Svájci Légierő nem reagált a behatolásra, mert ez az ő üzemidejükön (reggel nyolc óra és dél, illetve délután egy és öt óra között) kívül történt. Az egyik szóvivő nyilatkozata szerint azért nem avatkoztak közbe, mert a légi bázisok éjszaka és hétvégén zárva tartanak. Ez pénz és személyzet kérdése. Svájc munkaidőn kívül szomszédaira hagyatkozik a légterének védelmét illetően.  A francia légierő van arra felhatalmazva, hogy gépet vezessen keresztül Svájc felett, de ezt az ország légterében le nem lőheti.

## Az eltérítő
A gépet annak 31 éves másodpilótája, Hailemedhin Abera Tegegn térítette el. Őt a svájci rendőrség a földet érést követően letartóztatta. Az ügyet vizsgáló svájci illetékesek szerint az elkövető akár 20 év börtönbüntetést is kaphat.